# 鬥士 (馬)

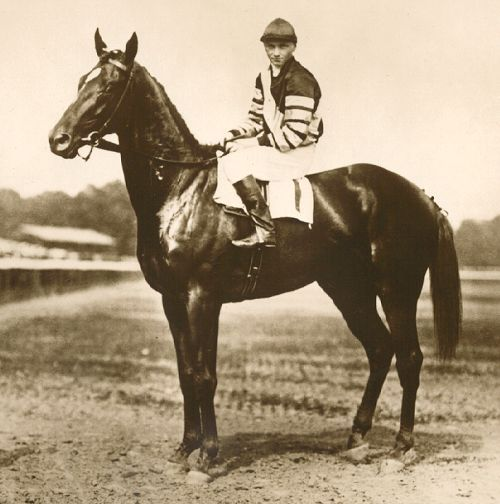
鬥士

鬥士（Man o' War、1917年－1947年）是美國生產及訓練的純種競賽馬匹，在不同的二十世紀最佳馬匹排名中鬥士都能獲最多支持排在第一名，為二十世紀美國最具影響力的馬匹之一。

## 競賽成績
競賽生涯曾贏得多個一級賽錦標，獲20戰19冠1亞佳績，其中包括美國三冠大賽中的必利是錦標及貝蒙錦標。其中11場賽事中有8場打破場地紀錄，包括貝蒙錦標大勝20個馬位。

## 配種馬成績
鬥士的配種成績亦非常出色，奪得1937年美國三冠的海軍上將為其最優秀子嗣，成為三大純種馬始祖之一高多芬阿拉伯的父線血緣的重要支柱。

## 外部連結
- 血統表 （页面存档备份，存于）